# Yayales
Yayales es un barrio ubicado en el municipio de Adjuntas en el estado libre asociado de Puerto Rico. En el Censo de 2010 tenía una población de 676 habitantes y una densidad poblacional de 122,88 personas por km².

## Geografía
Yayales se encuentra ubicado en las coordenadas 18°11′24″N 66°45′56″O / 18.19000, -66.76556. Según la Oficina del Censo de los Estados Unidos, Yayales tiene una superficie total de 5.5 km², que corresponden a tierra firme.

## Demografía
Según el censo de 2010, había 676 personas residiendo en Yayales. La densidad de población era de 122,88 hab./km². De los 676 habitantes, Yayales estaba compuesto por el 93.79% blancos, el 1.78% eran afroamericanos, el 0.15% eran amerindios, el 2.07% eran de otras razas y el 2.22% pertenecían a dos o más razas. Del total de la población el 99.85% eran hispanos o latinos de cualquier raza.